# Abdij van Floreffe

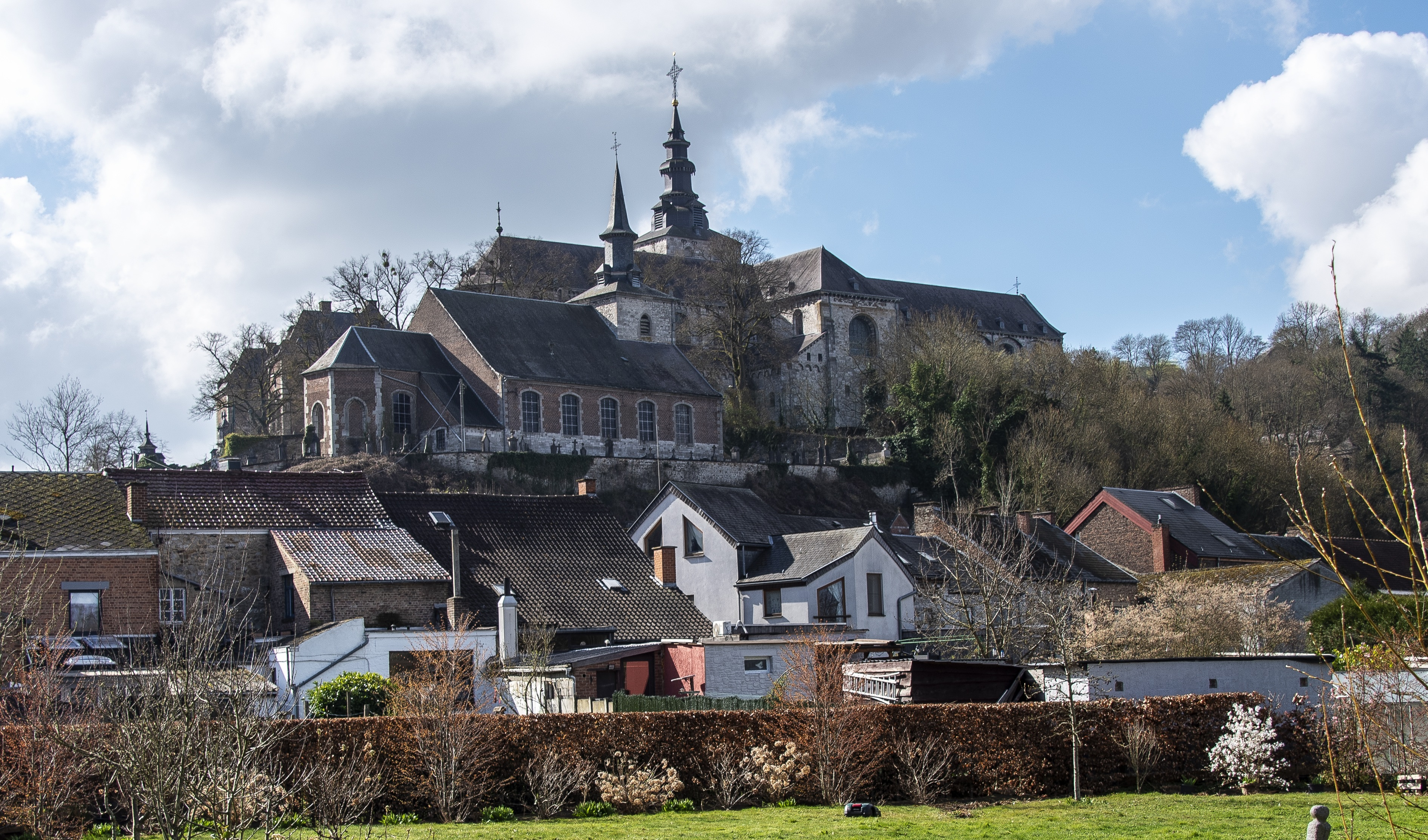
Abdij van Floreffe

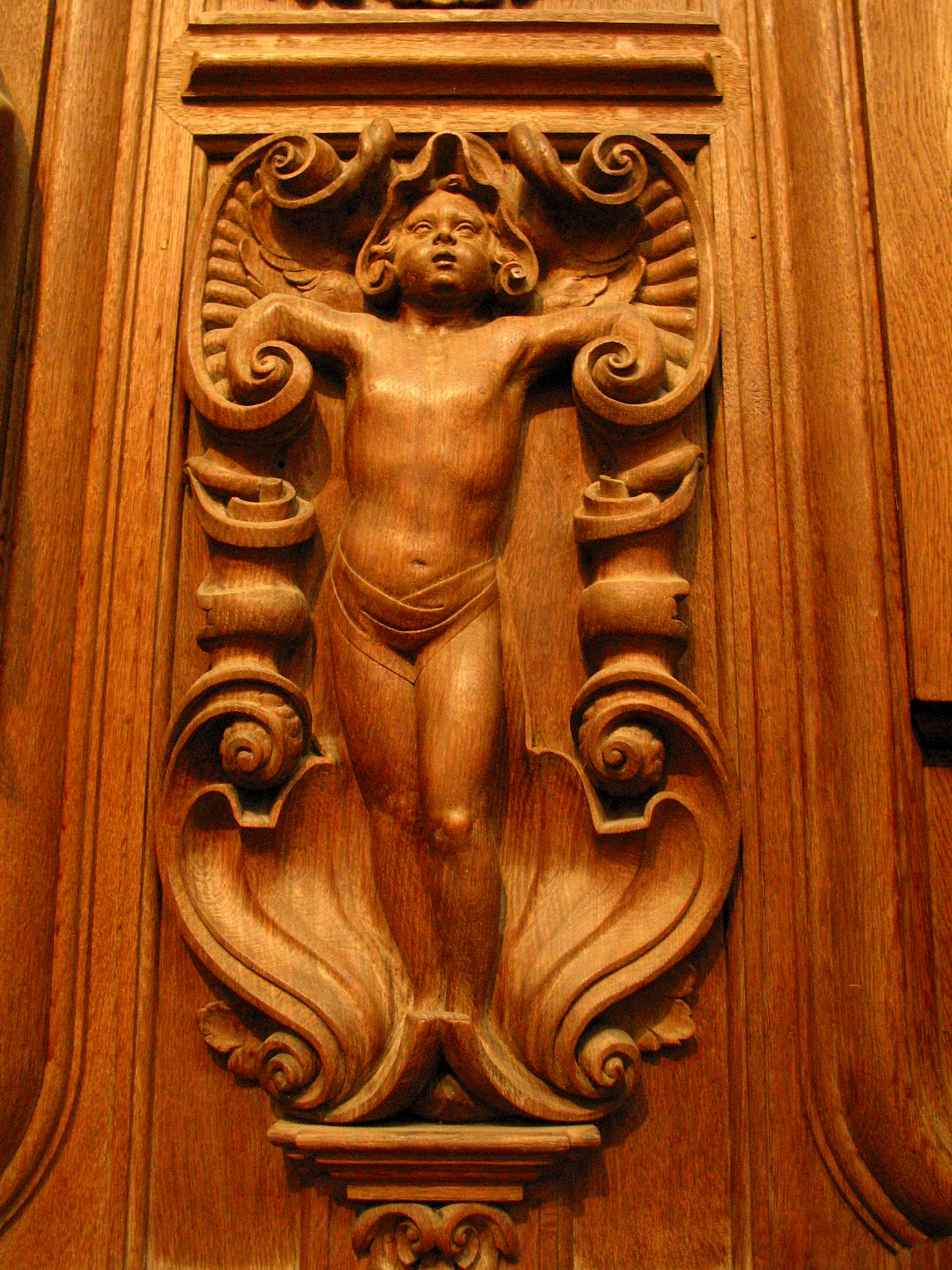
koorgestoelte 1632-1648 door Pieter Enderlin

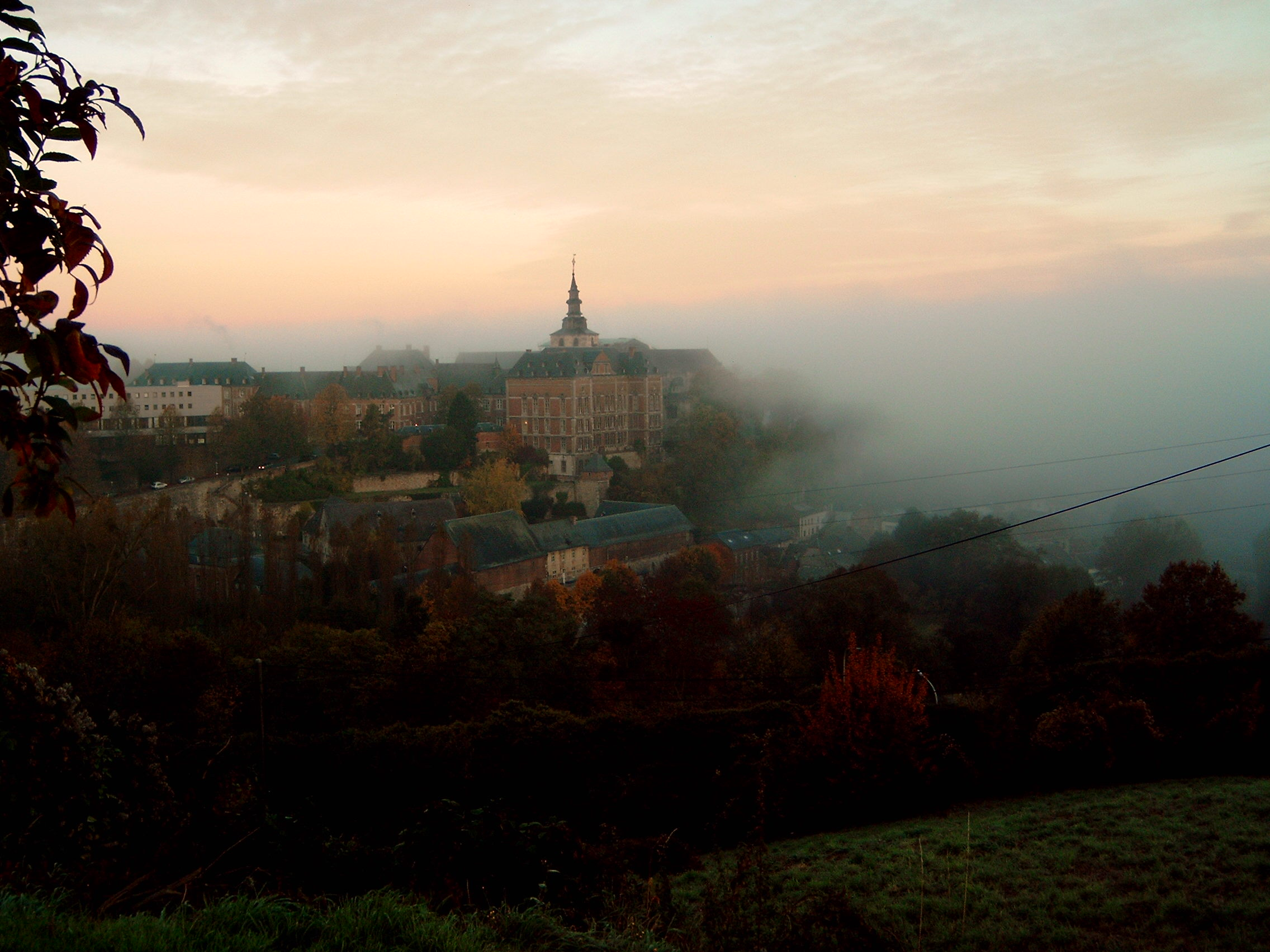
Abdij van Floreffe in de najaarsmist

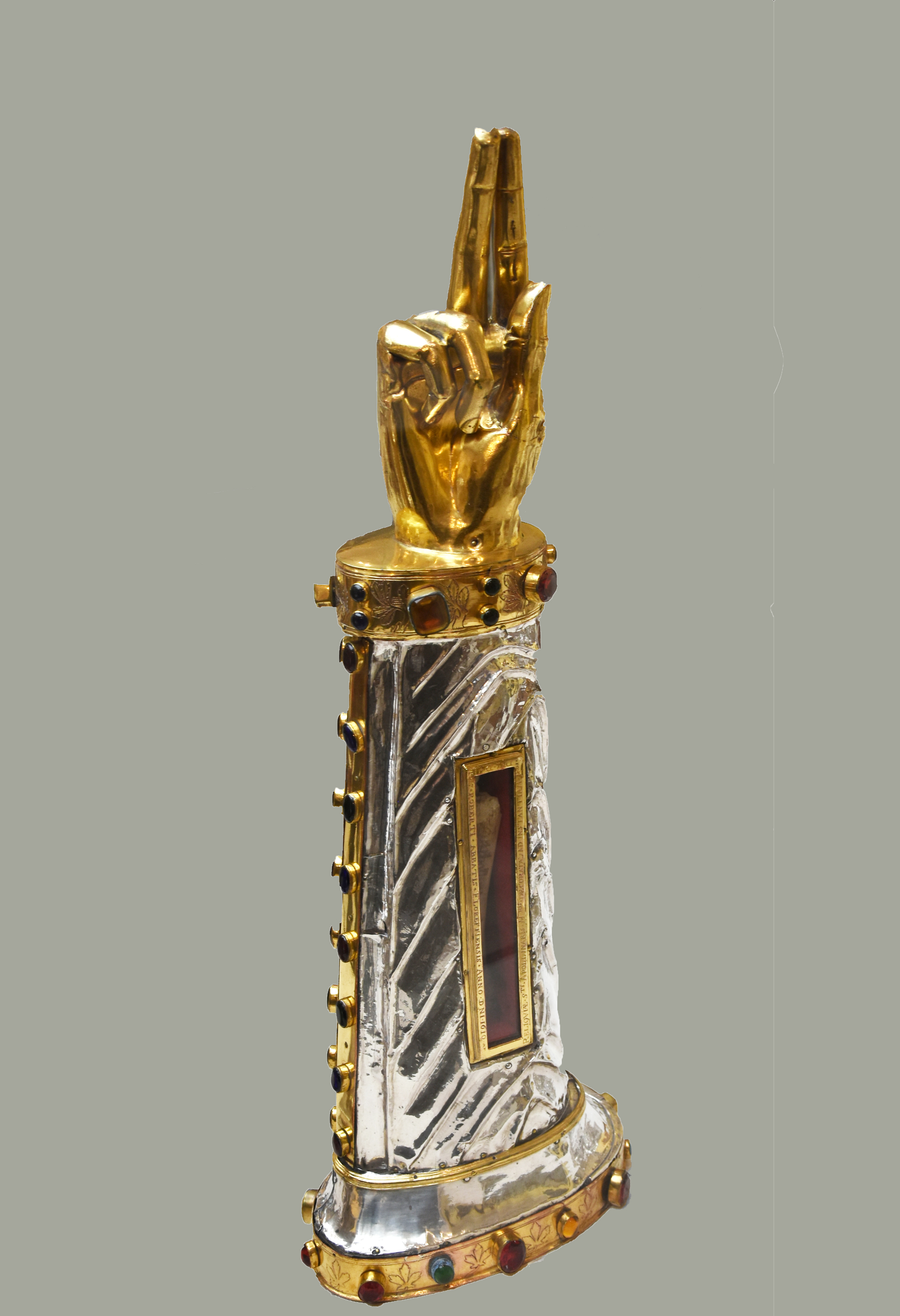
Reliekschrijn van de heilige Apollinaris (13e eeuw uit de abdij van Floreffe - Beschermde kunstschatten van de kathedraal van Namen)

De Abdij van Floreffe is een zeer oude norbertijnenabdij te Floreffe in Wallonië. Het abdijcomplex is nog steeds aanwezig en domineert met zijn massieve gebouwen hoog op de oever van de Samber de plaats Floreffe.

## Geschiedenis
De Abdij van Floreffe is een invloedrijke norbertijnenabdij die in 1121 te Floreffe werd gesticht door Norbertus van Gennep op verzoek van graaf Robrecht II van Namen. Het was een dochterabdij van de Abdij van Prémontré, die in 1120 was gesticht als eerste norbertijnenklooster.
De abdij heeft niet alleen als zodanig invloed gehad, maar de stichtingen vanuit deze abdij zijn op hun beurt van zeer groot belang geweest. Gedurende de eerste twee eeuwen van haar bestaan was de abdij zeer actief in het stichten van nieuwe priorijen en abdijen. Zo werd in 1138 de Priorij van Postel gesticht en in 1152 de Priorij van Leffe. Andere stichtingen waren Mont-Cornillon en Luik (1140 ?). Verder waren er stichtingen in Duitsland, te weten: Wenau (1122) en Abdij van Rommersdorf (1135), en zelfs een abdij in het Heilige Land, Sint-Habakuk, die gesticht werd in 1137 te Lod, die echter werd opgeheven tegen het einde van de 13e eeuw, toen de heerschappij van de Kruisvaarders ten einde kwam. De abdij had veel bezittingen in de huidige Meierij van 's-Hertogenbosch, namelijk te Reusel, Bladel, Casteren, Someren, Lierop, Helmond, Rixtel, en Lieshout. In de 17de eeuw werden deze bezittingen verkocht aan de inmiddels zelfstandig geworden Abdij van Postel, die veel dichter bij de bezittingen lag en waar bovendien dezelfde taal werd gesproken.
In deze eeuwen van grote activiteit bloeiden ook de kunsten, waarvan nog vele kunstwerken getuigen.
Het verval trad in de 14e eeuw in. Met de religieuze plichten begon men het minder nauw te nemen. Thierry de Warnant, die abt was van 1342 tot 1361, trachtte de religieuze discipline te herstellen, daarin bijgestaan door Pieter van Herentals (1322-1390). De strategische positie van Floreffe had tot gevolg dat er diverse belegeringen plaatsvonden in de 13e en 14e eeuw, ten gevolge van strijd tussen Namen en het graafschap Henegouwen. In 1429 kwam het graafschap Namen in het bezit van het hertogdom Bourgondië, waardoor een slepend conflict ontstond met het prinsbisdom Luik. Dit leidde menigmaal tot plunderingen van de boerderijen die eigendom waren van de abdij. Om de geestelijke macht van de abdij te versterken verleende Paus Nicolaas V in 1450 de bisschopstitel aan de abt.
Terwijl veel abdijen in een materiële crisis verkeerden wisten de abten Martini (1516-1548) en vooral Dupaix (1552-1578) te voorkomen dat de inkomsten aan het in 1559 opnieuw opgerichte bisdom Namen vervielen. De door de langstrekkende troepen meermaals vernielde abdijgebouwen werden hersteld. Dupaix voerde ook de hervormingen in die door het Concilie van Trente werden voorgeschreven. Hier hoorde ook een betere opleiding voor priesters bij. De abt Jean Roberti (1607-1639) zette dit werk voort en hij stichtte in 1628 een opleidingsinstituut voor norbertijnen bij de Universiteit Leuven. Ook de abdijkerk werd vernieuwd onder leiding van Charles de Severi (1641-1662) en in de staat gebracht zoals die ook tegenwoordig nog te vinden is.
Nieuwe moeilijkheden deden zich aan het eind van de 17e eeuw voor: men moest meebetalen aan oorlogen, er vonden plunderingen plaats door Franse troepen, een gemeenschap van 65 religieuzen moest worden onderhouden, de verwoeste boerderijen en parochiekerken moesten worden hersteld. Vooral de belegering van Namen in 1692 en 1695 richtte grote schade aan in het omliggende gebied.
Toen er weer vrede was kende de abdij drie abten die de abdij weer op wisten te bouwen. Dit waren: Louis van Werdt (1719-1734), Charles Dartevelle (1737-1756) en Baptiste Dufresne (1764-1791). Zij lieten de classicistische abdijgebouwen oprichten die ook tegenwoordig nog Floreffe domineren.
De hervormingen van keizer Jozef II uit 1785 legden aanzienlijke beperkingen op aan de kloosters, maar de Abdij van Floreffe werd gezien als openbare voorziening en bleef gevrijwaard van moeilijkheden.
De overwinning van de Fransen in de Slag bij Fleurus in 1794 maakte hier echter een einde aan. Het gebied werd door Frankrijk geannexeerd. De religieuzen konden de hen opgelegde oorlogsschattingen niet betalen, waarop de abdij werd geplunderd. In 1796 werd het bestaan van kloosters in de Franse gebieden verboden, en de geestelijken werden in 1797 verjaagd. Een aantal van hen trokken naar Duitse norbertijnenkloosters. Vervolgens werd de abdij verbeurd verklaard en verkocht. Onder de verdrevenen was Louis de Fromantau, de 55e en laatste abt van Floreffe.
De Fromanteau stierf in 1818, nog voordat een poging werd ondernomen om de abdij te herbevolken. Deze ging uit van een kleine groep norbertijnen. In 1842 droegen ze hun rechten over aan het bisdom Namen, dat in 1805 reeds het recht had verworven om in de gebouwen een klein seminarie te vestigen. In 1819 vestigde zich dit in de abdij. Het werd in 1825 echter alweer gesloten op last van de toenmalige Nederlandse regering. In 1831, na de Belgische Opstand, werd het weer geopend en bleef bestaan tot heden, zij het dat het nu een gewone middelbare school met internaat is.
In 1964 werd een nieuwe vleugel voor het instituut gebouwd, waardoor de historische gebouwen vrijkwamen en deels een culturele, deels een commerciële bestemming kregen. In 1990 werd opnieuw een onderwijsgebouw aan het complex toegevoegd.

## De gebouwen
Het grote complex verheft zich op een hoogte van vijftig meter boven de oever van de Samber. Men vindt beneden de boerderij, een vijvertje, een 18e-eeuwse duiventoren en de oude watermolen uit omstreeks 1250 in romaanse stijl, die op de Ruisseau de Floreffe is gelegen. Ze diende tevens als brouwerij en heeft een lage gewelfde zaal met muurschilderingen van Walter van Obais, uit de 13e eeuw. In de jaren 70 van de 20e eeuw werd het gebouw gerestaureerd en er zijn eetzalen in.
Verder naar boven gaande zijn er terrastuinen en dan komt men in het 18e-eeuwse gebouwencomplex, waaronder het abtenhuis van B. Gaine uit de 2e helft van de 18e eeuw, het Groot Kwartier uit het midden van de 18e eeuw. Zo komt men aan het Groene Hof, een terras met uitzicht op het dal.
De kerk is 90 meter lang en 25 meter breed. Vanaf 1165 heeft men hieraan gewerkt. Ze heeft een romaanse dwarsbeuk uit de 2e helft van de 12e eeuw en een schip uit de 13e eeuw. In 1563 werd de toren gebouwd. In de 17e eeuw werd het koor sterk gewijzigd; de vensters in de apsis zijn van 1638. Van 1770-1775 werd het kerkinterieur in classicistische stijl gewijzigd door Laurent-Benoit Dewez.
Binnen in de kerk vindt men een beroemd barok koorgestoelte van eikenhout met 74 zetels, gemaakt van 1632-1648 door Pieter Enderlin. De geschiedenis van de norbertijner orde wordt hier uitgebeeld. Het hoogaltaar bevat de steen waarop de heilige Norbertus in 1121 de mis celebreerde. Er is een lindenhouten beeldengroep voorstellende de Onbevlekte Ontvangenis van Jean del Cour uit 1692. In de sacristie zijn nog enkele 13e-eeuwse overblijfselen te zien zoals romaanse vensters, muurschilderingen en vloertegels.
Rechts van de kerk was de kruisgang, wat nu een overdekte zaal is. Voorts is er het bibliotheekgebouw uit de 1e helft van de 18e eeuw, wat het dal overheerst en gebouwd is op een 13e-eeuwse onderaardse zaal.
De kapittelzaal, die mogelijk uit de 12e eeuw stamt, bevat een klein museum.
Naast de abdij bevindt zich de parochiekerk van de plaats, de Onze-Lieve-Vrouw van de Rozenkranskerk die afhankelijk was van de abdij.

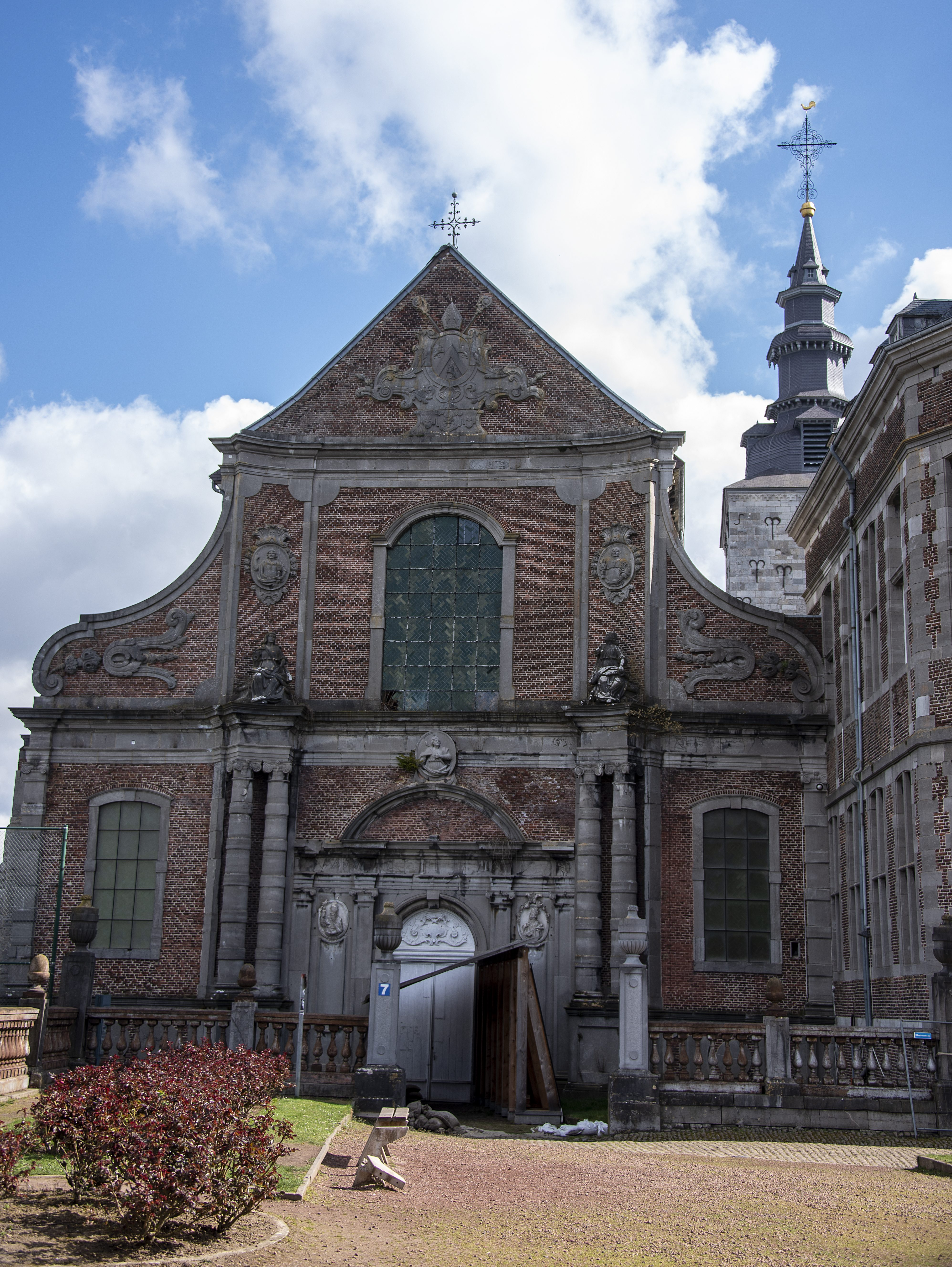
Kerk
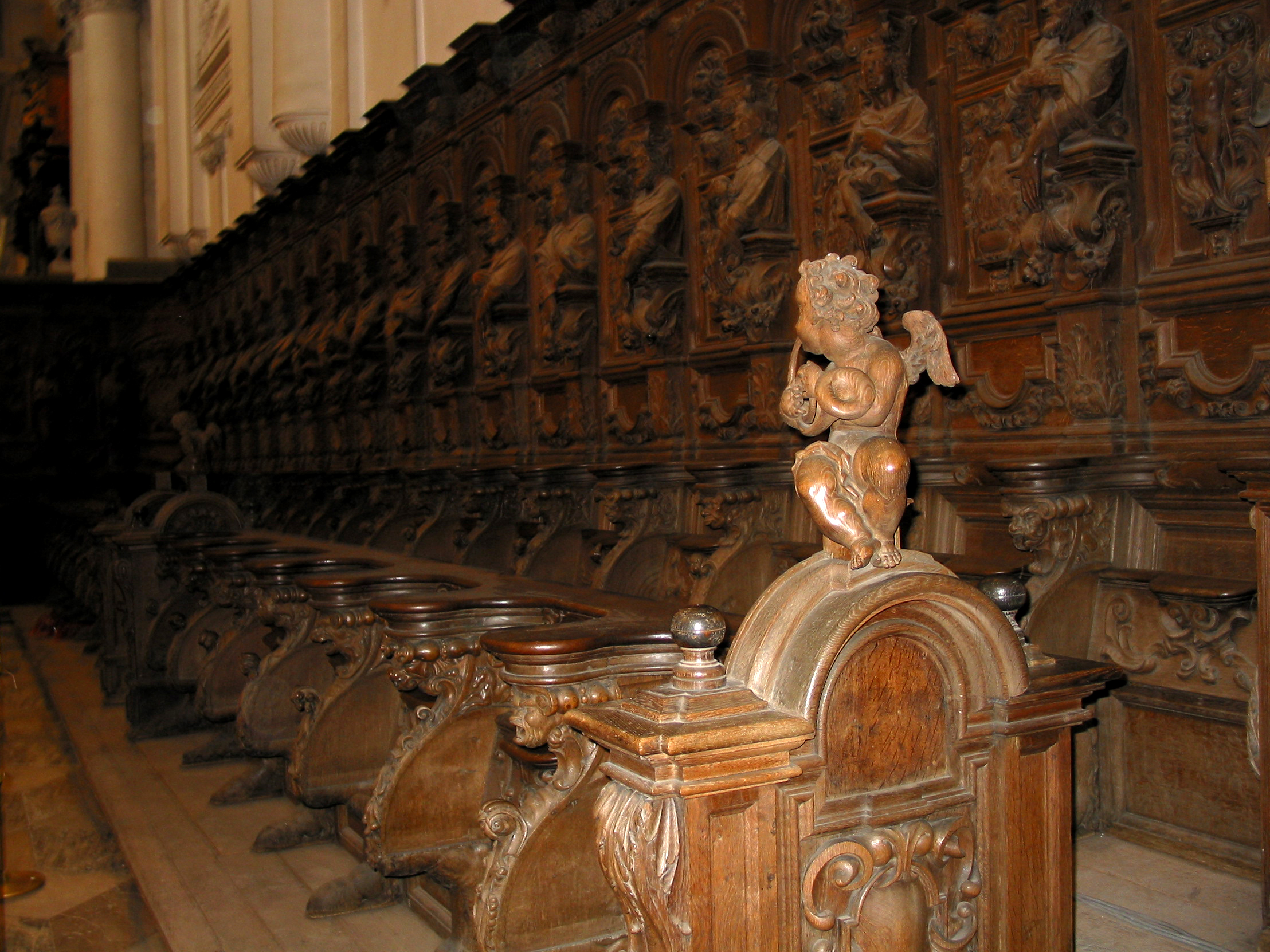
Koorgestoelte
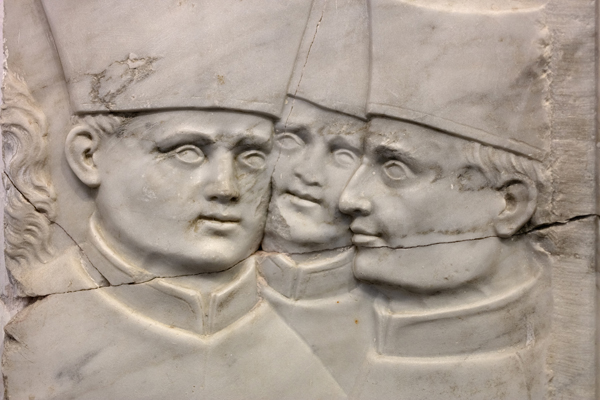
Bas-relief
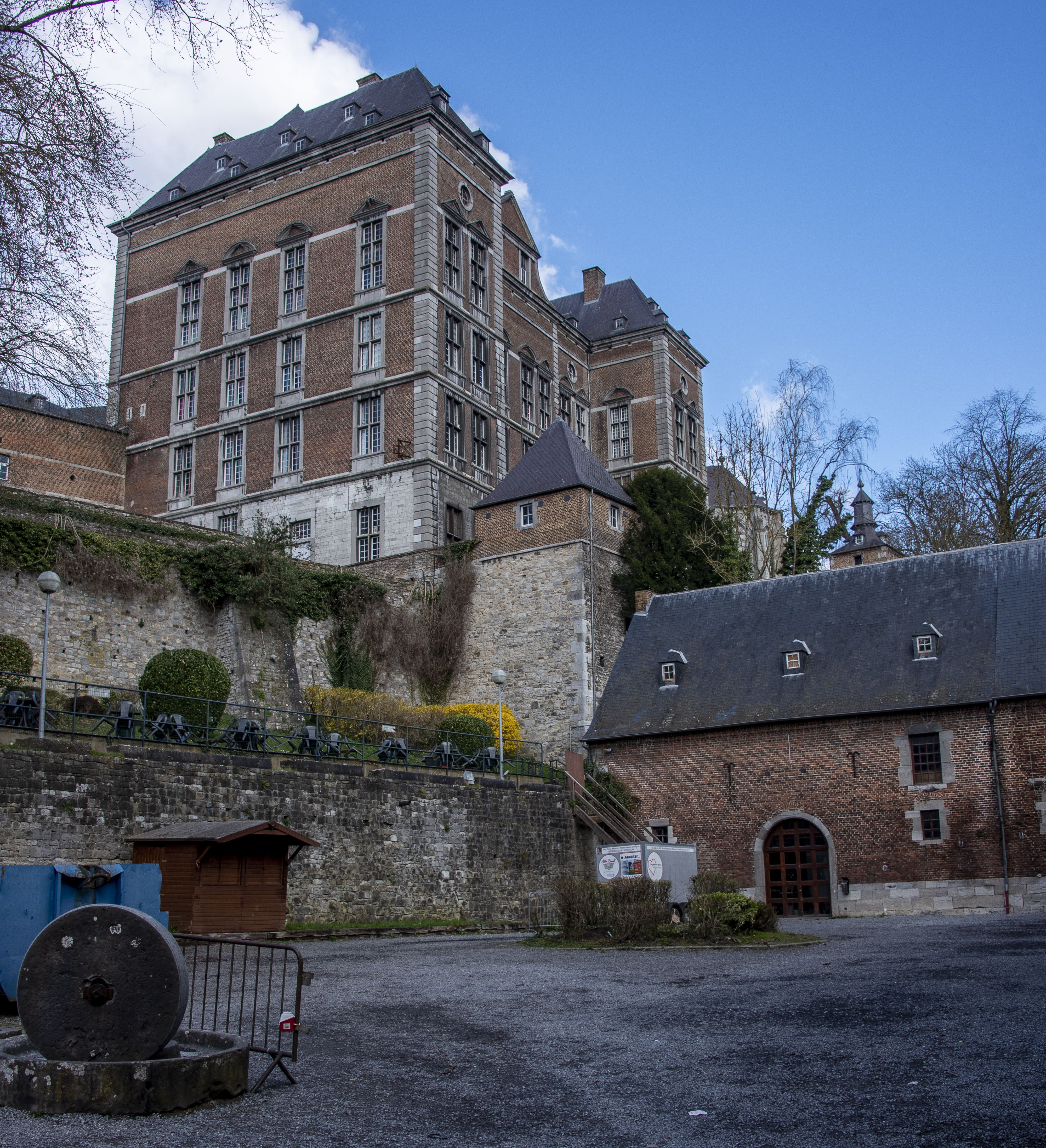
Bibliotheek